# 浅野純子
浅野 純子（あさの じゅんこ、1973年11月13日 - ）は、女優である。神奈川県出身。桐朋学園大学短期大学部芸術科卒。趣味はサウナと散歩。

## 概要
身長155cm、スリーサイズはバスト86cm、ウエスト57cm、ヒップ83cm。
テレビ出演
- 月曜ドラマスペシャル　TBS
- 火曜サスペンス劇場　日本テレビ
- 虹色定期便　NHK

映画
- 陽炎3
- マルタイの女

グラビア
- 週刊現代　2000年6月24日号

| スタブアイコン | サブスタブ | この項目は、まだ閲覧者の調べものの参照としては役立たない、俳優（男優・女優）に関連した書きかけの項目です。この項目を加筆・訂正などしてくださる協力者を求めています（P:映画/PJ芸能人）。 |